# Neomelambrotus molestus
Neomelambrotus molestus är en insektsart som beskrevs av Bo Tjeder 1992. Neomelambrotus molestus ingår i släktet Neomelambrotus och familjen fjärilsländor. Inga underarter finns listade i Catalogue of Life.